# شهباز گارهی
شهباز گارهی یا شهبازگری، یک دهکده و مکان تاریخی است که در منطقه مردان در استان خیبر پختونخوای پاکستان واقع شده‌است. ارتفاع این منطقه ۲۹۳ متر (۹۶۴ فوت) است.
شهبازگری حدود ۱۲ کیلومتر با منطقه مردان فاصله دارد. روستا دارای مزارع سرسبز و رودخانه ای کوچک است.
در زمان‌های گذشته به علت مزایای متعدد طبیعی ناحیه، شهبازگری به عنوان محلی برای تجدید قوای لشکرهای نظامی استفاده می‌شد. امروزه این ناحیه به دلیل کشف کتیبه‌های آشوکا مورد توجه باستان شناسان و پژوهشگران است.

## محل
شهباز گرهی در تقاطع سه مسیر باستانی واقع شده‌است:
1. کابل به پوشکالاواتی (چارسده نو)
2. بونر و سوات
3. تیکسلا و هوند در کرانه رود سند.

شهباز گارهی در جاده مردان - صوابی واقع شده‌است. شهر در دوران گذشته به عنوان یک مرکز مهم بودایی مورد توجه بوده‌است.

## احکام سنگ باستان

### کتیبه‌های آشوکا

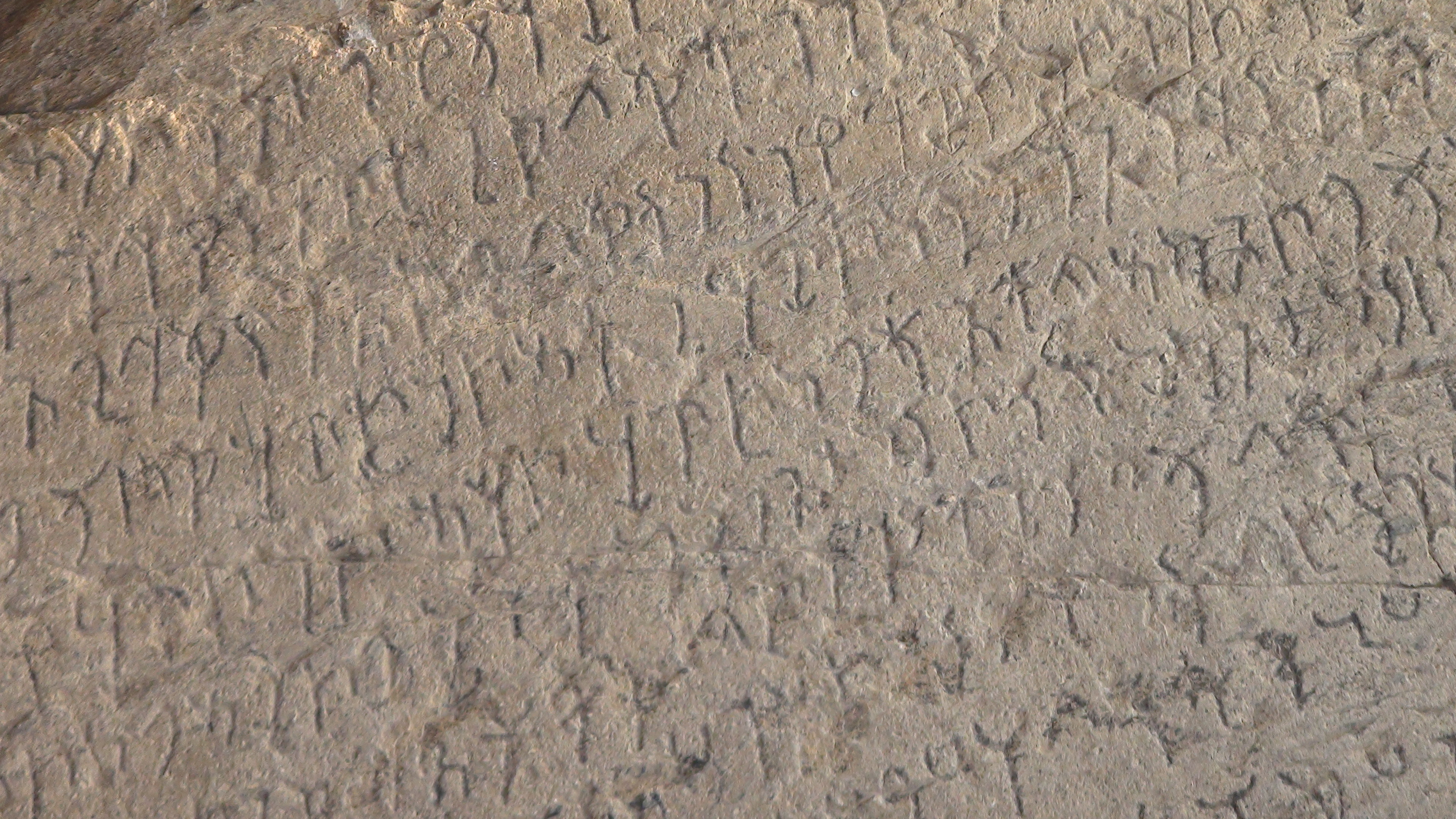
جزئیات احکام آشوکای دوازدهم در شهباز گاهری، پیشاور؛ و به خط خروشتی.

این شهر محل سنگ نوشته‌های باستانی است که به دو تخته سنگ بزرگ بریده شده و به خط خروشتی نوشته شده‌است. آنها اهمیت تاریخی فوق‌العاده ای دارند زیرا به نظر می‌رسد اولین نمونه‌های نوشتار در آسیای جنوبی هستند. آنها در قرن ۳ قبل از میلاد (۲۷۲–۲۳۱ قبل از میلاد)، در زمان آشوکا، امپراتور معروف موریا ساخته شده‌اند. احکام سنگ در ۳۰ ژانویه ۲۰۰۴ به فهرست میراث جهانی یونسکو افزوده شد.
ترجمه متن احکام روی تخته ای در نزدیکی صخره‌ها نوشته شده‌است. این منظره یک مکان معروف توریستی برای افرادی است که به تاریخ علاقه‌مند هستند.

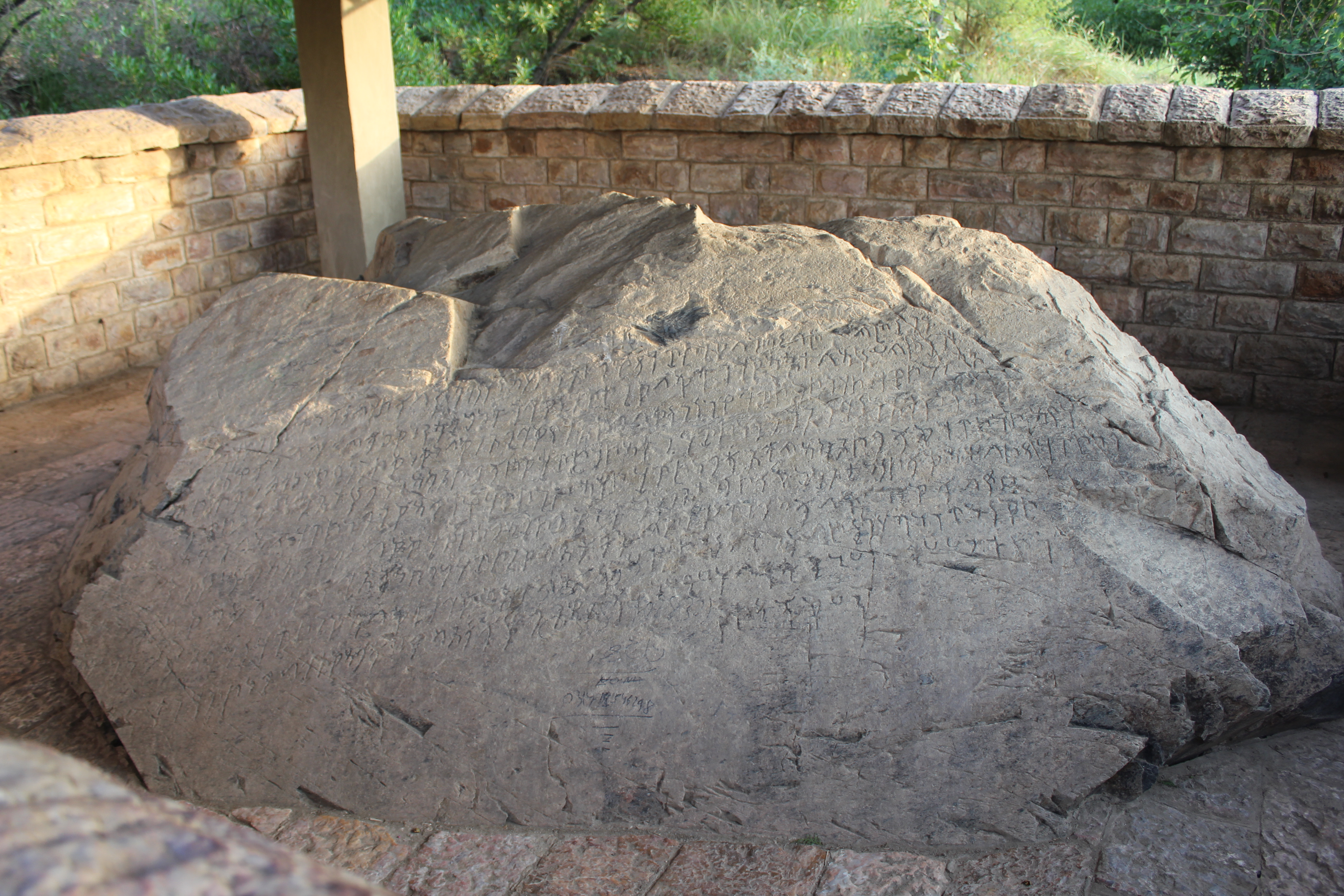
فرمان شماره ۱۲
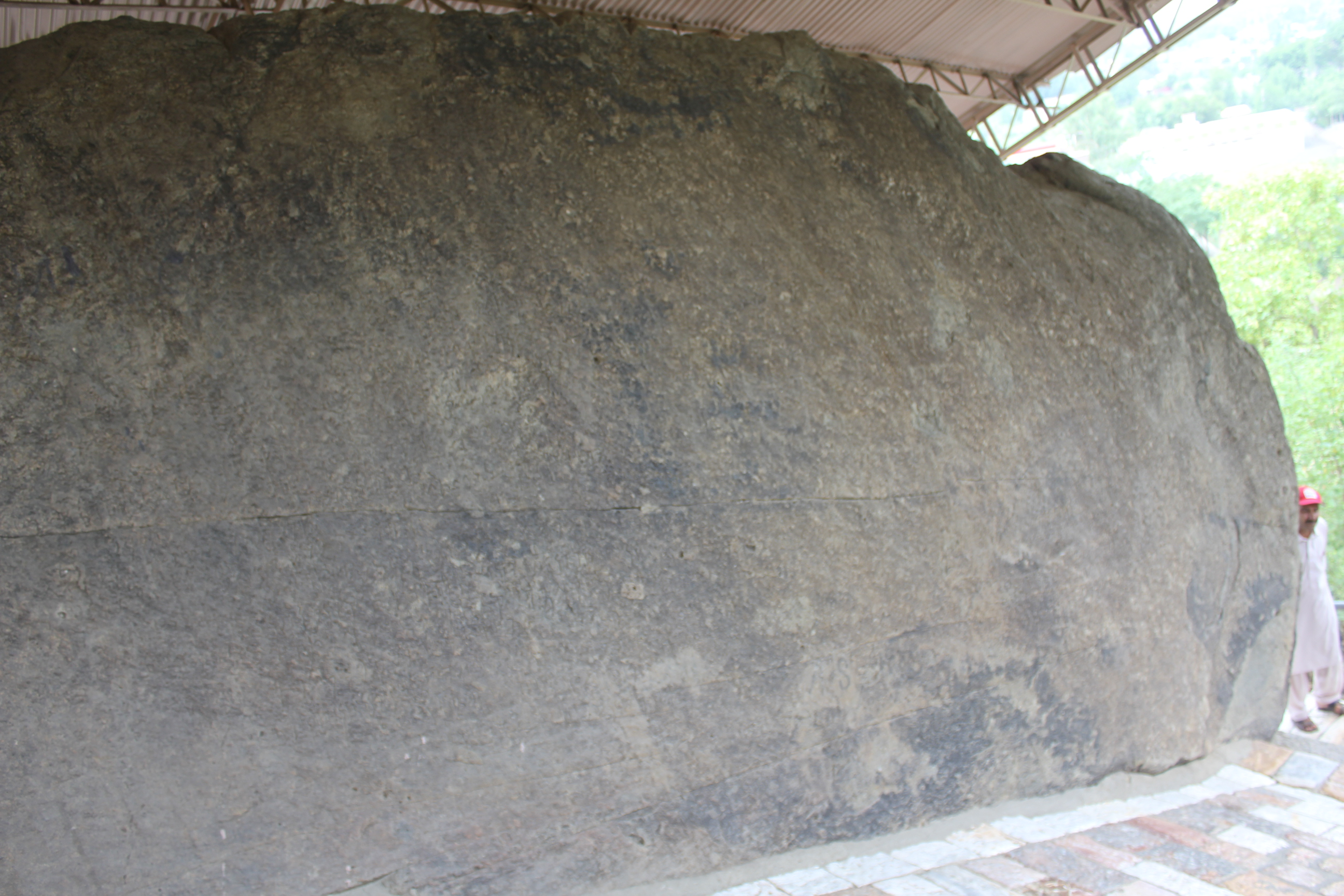
احکام شماره ۱ تا شماره ۱۱
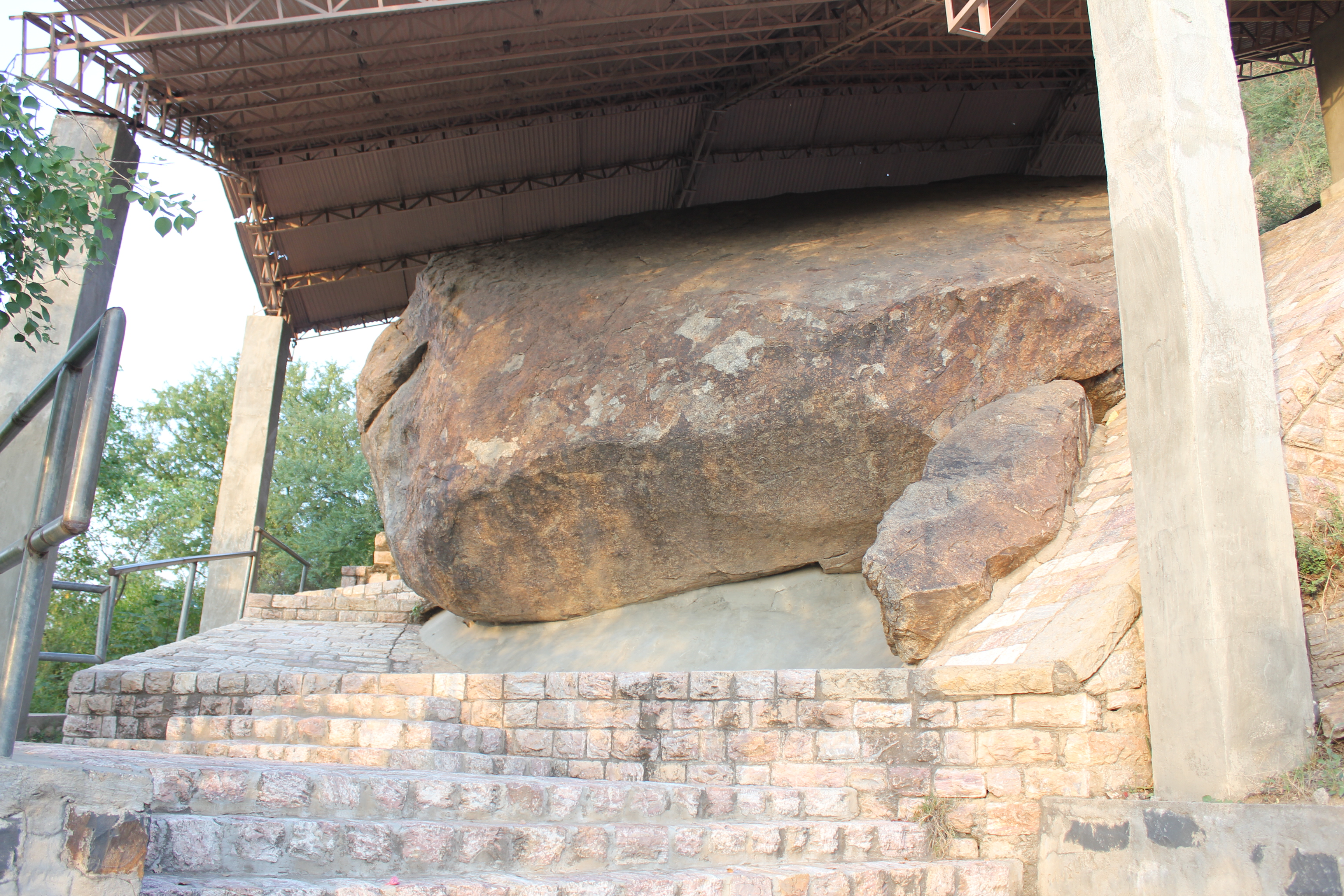
احکام شماره ۱۳ و شماره ۱۴
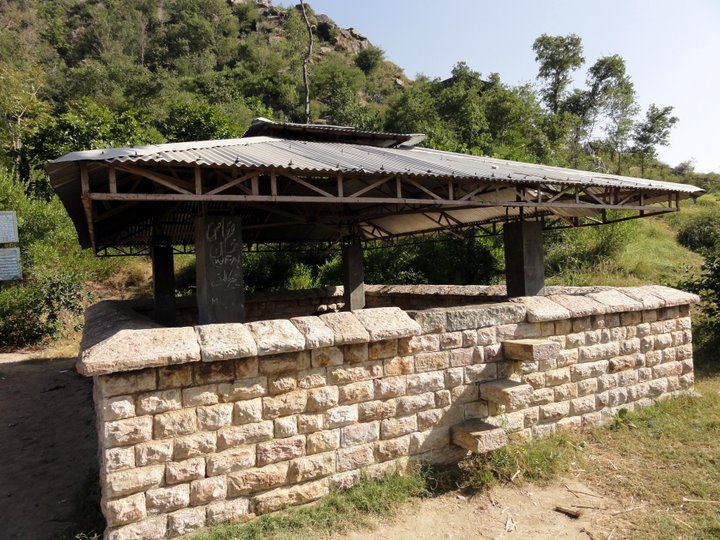
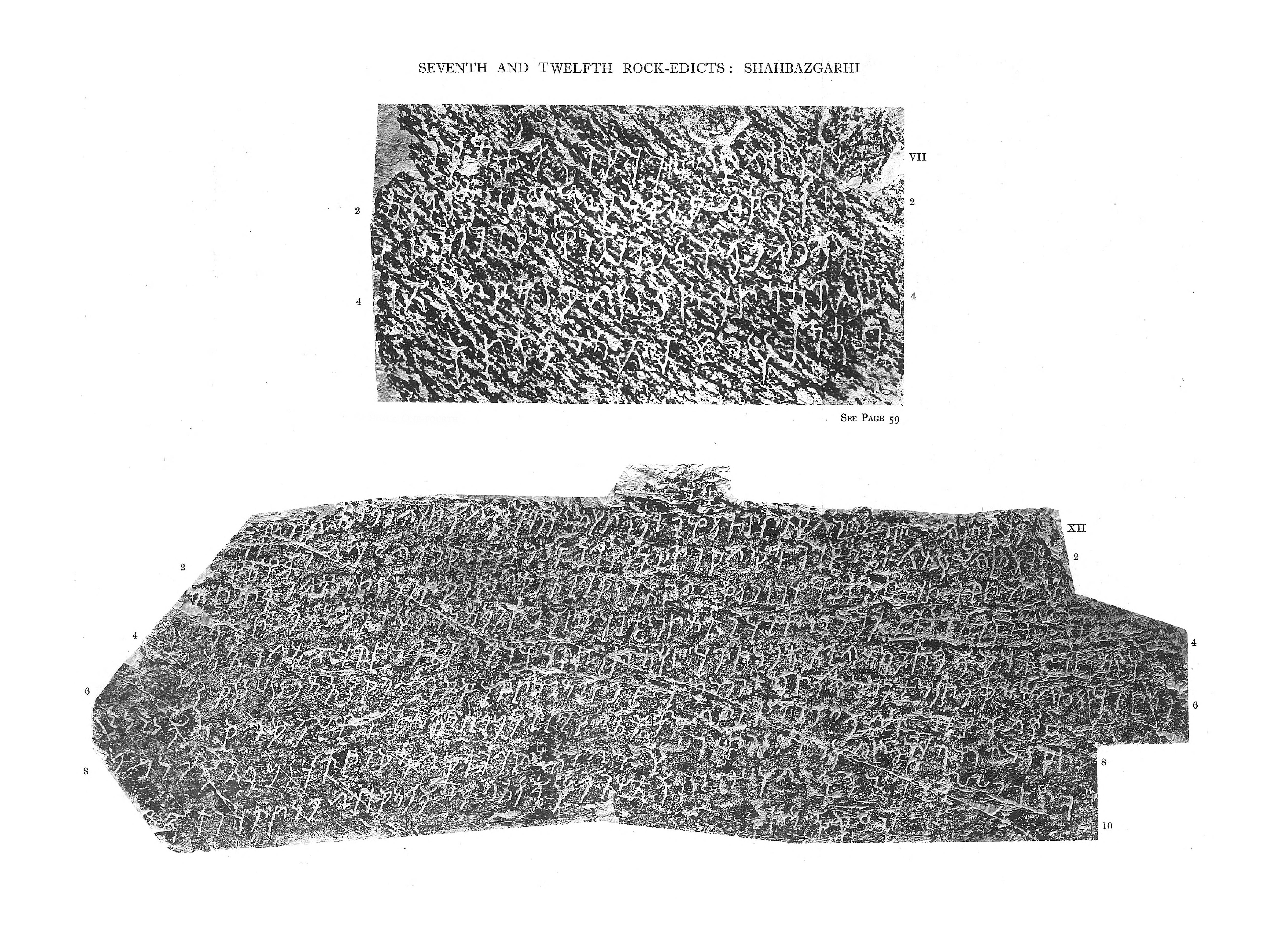
دو کتیبه.
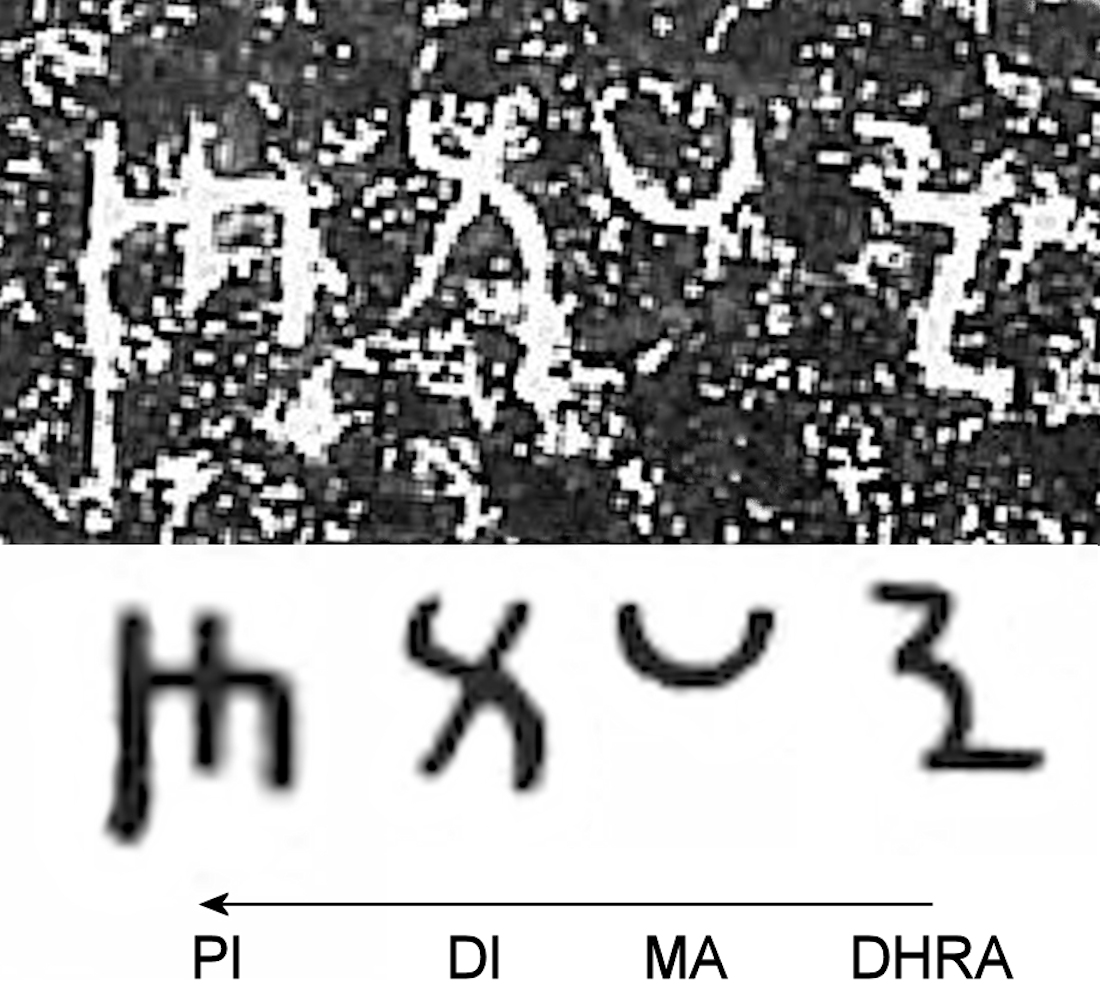
کلمات " Dhrama - Dipi " ("کتیبه دارما ") به خروشتی ، در فرمان شماره ۱ احکام شهبازگارهی.